# Діарра Траоре
Діарра Траоре (фр. Diarra Traore; 1935 — 8 липня 1985) — гвінейський військовий та політичний діяч, прем'єр-міністр країни з квітня до грудня 1984 року.

## Життєпис
Народився 1935 року у родині народності малінке. Зробив військову кар'єру у гвінейській армії, дослужився до звання полковника. Очолював військовий комітет табору Саморі, був членом Центрального комітету Демократичної партії, членом слідчої комісії табору Біоро, губернатором однієї з провінцій Гвінеї. Один із головних організаторів перевороту 3 квітня 1984, член Військового комітету національного відродження.
5 квітня 1984 був призначений на пост глави уряду.
18 грудня того ж року пост Прем'єр-міністра було ліквідовано, й Діарра Траоре був змушений його залишити. Після цього він отримав посаду міністра національної просвіти.
4 липня 1985 року намагався збройним шляхом захопити владу й усунути президента Лансану Конте. Але армія та населення його не підтримали, через що змова зазнала поразки. Невдала спроба перевороту призвела до етнічного конфлікту та знищення офіцерів з народності малінке, які підтримали Траоре, військовиками з народності сусу.
Був страчений 8 липня 1985 року.